# Byron Nelson Championship
Het Byron Nelson Championship is een golftoernooi in de Verenigde Staten en maakt deel uit van de Amerikaanse PGA Tour. Het toernooi werd in 1944 opgericht als het Texas Victory Open en vindt altijd in de staat Texas. Sinds 1986 wordt het toernooi gespeeld op de TPC Las Colinas in Irving.
In 1968 werd het toernooi vernoemd naar de golfer Byron Nelson die in 1945 achttien toernooien won waarvan elf achter elkaar.

## Winnaars
| Jaar                          | Baan                                                           | Stad                                                           | Naam                                                           | Score                                                          | Score                                                          | Informatie                                                     |
| Texas Victory Open            | Texas Victory Open                                             | Texas Victory Open                                             | Texas Victory Open                                             | Texas Victory Open                                             | Texas Victory Open                                             | Texas Victory Open                                             |
| ----------------------------- | -------------------------------------------------------------- | -------------------------------------------------------------- | -------------------------------------------------------------- | -------------------------------------------------------------- | -------------------------------------------------------------- | -------------------------------------------------------------- |
| 1944                          | Lakewood Country Club                                          | Dallas                                                         | Byron Nelson                                                   | 276                                                            | –8                                                             |                                                                |
| Dallas Open                   |                                                                |                                                                |                                                                |                                                                |                                                                |                                                                |
| 1945                          | Dallas Country Club                                            | Dallas                                                         | Sam Snead                                                      | 276                                                            | –12                                                            |                                                                |
| Dallas Invitational           |                                                                |                                                                |                                                                |                                                                |                                                                |                                                                |
| 1946                          | Brook Hollow Golf Club                                         | Dallas                                                         | Ben Hogan                                                      | 284                                                            | +4                                                             |                                                                |
| 1947-1955: Geen toernooi      |                                                                |                                                                |                                                                |                                                                |                                                                |                                                                |
| 1956                          | Glen Lake Country Club                                         | Dallas                                                         | Peter Thomson po                                               | 268                                                            | –12                                                            | Won de play-off van Gene Littler en Cary Middlecoff            |
| Dallas Open Invitational      |                                                                |                                                                |                                                                |                                                                |                                                                |                                                                |
| 1957                          | Glen Lake Country Club                                         | Dallas                                                         | Sam Snead                                                      | 264                                                            | –20                                                            |                                                                |
| 1958                          | Oak Cliff Country Club                                         | Dallas                                                         | Sam Snead po                                                   | 272                                                            | –12                                                            | Won de play-off van Julius Boros, John McMullen en Gary Player |
| 1959                          | Oak Cliff Country Club                                         | Dallas                                                         | Julius Boros                                                   | 274                                                            | –10                                                            |                                                                |
| 1960                          | Oak Cliff Country Club                                         | Dallas                                                         | Johnny Pott po                                                 | 275                                                            | –9                                                             | Won de play-off van Ted Kroll en Bo Wininger                   |
| 1961                          | Oak Cliff Country Club                                         | Dallas                                                         | Earl Stewart                                                   | 278                                                            | –6                                                             |                                                                |
| 1962                          | Oak Cliff Country Club                                         | Dallas                                                         | Billy Maxwell                                                  | 277                                                            | –7                                                             |                                                                |
| 1963                          | Geen toernooi want de stad Dallas ontving het PGA Championship | Geen toernooi want de stad Dallas ontving het PGA Championship | Geen toernooi want de stad Dallas ontving het PGA Championship | Geen toernooi want de stad Dallas ontving het PGA Championship | Geen toernooi want de stad Dallas ontving het PGA Championship | Geen toernooi want de stad Dallas ontving het PGA Championship |
| 1964                          | Oak Cliff Country Club                                         | Dallas                                                         | Charles Coody                                                  | 271                                                            | –13                                                            |                                                                |
| 1965                          | Geen toernooi                                                  | Geen toernooi                                                  | Geen toernooi                                                  | Geen toernooi                                                  | Geen toernooi                                                  | Geen toernooi                                                  |
| 1966                          | Oak Cliff Country Club                                         | Dallas                                                         | Roberto De Vicenzo                                             | 276                                                            | –8                                                             |                                                                |
| 1967                          | Oak Cliff Country Club                                         | Dallas                                                         | Bert Yancey                                                    | 274                                                            | –10                                                            |                                                                |
| Byron Nelson Golf Classic     |                                                                |                                                                |                                                                |                                                                |                                                                |                                                                |
| 1968                          | Preston Trail Golf Club                                        | Dallas                                                         | Miller Barber                                                  | 270                                                            | –10                                                            |                                                                |
| 1969                          | Preston Trail Golf Club                                        | Dallas                                                         | Bruce Devlin                                                   | 277                                                            | –3                                                             |                                                                |
| 1970                          | Preston Trail Golf Club                                        | Dallas                                                         | Jack Nicklaus po                                               | 274                                                            | –6                                                             | Won de play-off van Arnold Palmer                              |
| 1971                          | Preston Trail Golf Club                                        | Dallas                                                         | Jack Nicklaus                                                  | 274                                                            | –6                                                             |                                                                |
| 1972                          | Preston Trail Golf Club                                        | Dallas                                                         | Chi-Chi Rodríguez                                              | 273                                                            | –7                                                             | Won de play-off van Billy Casper                               |
| 1973                          | Preston Trail Golf Club                                        | Dallas                                                         | Lanny Wadkins po                                               | 277                                                            | –3                                                             | Won de play-off van Dan Sikes                                  |
| 1974                          | Preston Trail Golf Club                                        | Dallas                                                         | Buddy Allin                                                    | 269                                                            | –15                                                            |                                                                |
| 1975                          | Preston Trail Golf Club                                        | Dallas                                                         | Tom Watson                                                     | 269                                                            | –19                                                            |                                                                |
| 1976                          | Preston Trail Golf Club                                        | Dallas                                                         | Mark Hayes                                                     | 273                                                            | –11                                                            |                                                                |
| 1977                          | Preston Trail Golf Club                                        | Dallas                                                         | Raymond Floyd                                                  | 276                                                            | –8                                                             |                                                                |
| 1978                          | Preston Trail Golf Club                                        | Dallas                                                         | Tom Watson                                                     | 272                                                            | –8                                                             |                                                                |
| 1979                          | Preston Trail Golf Club                                        | Dallas                                                         | Tom Watson po                                                  | 275                                                            | –5                                                             | Won de play-off van Bill Rogers                                |
| 1980                          | Preston Trail Golf Club                                        | Dallas                                                         | Tom Watson                                                     | 274                                                            | –6                                                             |                                                                |
| 1981                          | Preston Trail Golf Club                                        | Dallas                                                         | Bruce Lietzke po                                               | 281                                                            | +1                                                             | Won de play-off van Tom Watson                                 |
| 1982                          | Preston Trail Golf Club                                        | Dallas                                                         | Bob Gilder                                                     | 266                                                            | –14                                                            |                                                                |
| 1983                          | Las Colinas Sports Club                                        | Irving                                                         | Ben Crenshaw                                                   | 273                                                            | –7                                                             |                                                                |
| 1984                          | Las Colinas Sports Club                                        | Irving                                                         | Craig Stadler                                                  | 276                                                            | –8                                                             |                                                                |
| 1985                          | Las Colinas Sports Club                                        | Irving                                                         | Bob Eastwood po                                                | 272                                                            | –8                                                             | Won de play-off van Payne Stewart                              |
| 1986                          | TPC Las Colinas                                                | Irving                                                         | Andy Bean                                                      | 269                                                            | –11                                                            |                                                                |
| 1987                          | TPC Las Colinas                                                | Irving                                                         | Fred Couples po                                                | 266                                                            | –14                                                            | Won de play-off van Mark Calcavecchia                          |
| GTE Byron Nelson Golf Classic |                                                                |                                                                |                                                                |                                                                |                                                                |                                                                |
| 1988                          | TPC Las Colinas                                                | Irving                                                         | Bruce Lietzke po                                               | 271                                                            | –9                                                             | Won de play-off van Clarence Rose                              |
| 1989                          | TPC Las Colinas                                                | Irving                                                         | Jodie Mudd po                                                  | 265                                                            | –15                                                            | Won de play-off van Larry Nelson                               |
| 1990                          | TPC Las Colinas                                                | Irving                                                         | Payne Stewart                                                  | 202                                                            | –8                                                             | Wegens slechte weer, afgewerkt in 3 ronden                     |
| 1991                          | TPC Las Colinas                                                | Irving                                                         | Nick Price                                                     | 270                                                            | –10                                                            |                                                                |
| 1992                          | TPC Las Colinas                                                | Irving                                                         | Billy Ray Brown                                                | 199                                                            | –11                                                            | Wegens slechte weer, afgewerkt in 3 ronden                     |
| 1993                          | TPC Las Colinas                                                | Irving                                                         | Scott Simpson                                                  | 270                                                            | –10                                                            |                                                                |
| 1994                          | TPC Las Colinas                                                | Irving                                                         | Neal Lancaster                                                 | 132                                                            | –9                                                             | Wegens slechte weer, afgewerkt in 2 ronden                     |
| 1995                          | TPC Las Colinas                                                | Irving                                                         | Ernie Els                                                      | 263                                                            | –17                                                            |                                                                |
| 1996                          | TPC Las Colinas                                                | Irving                                                         | Phil Mickelson                                                 | 265                                                            | –15                                                            |                                                                |
| 1997                          | TPC Las Colinas                                                | Irving                                                         | Tiger Woods                                                    | 263                                                            | –17                                                            |                                                                |
| 1998                          | TPC Las Colinas                                                | Irving                                                         | John Cook                                                      | 265                                                            | –15                                                            |                                                                |
| GTE Byron Nelson Classic      |                                                                |                                                                |                                                                |                                                                |                                                                |                                                                |
| 1999                          | TPC Las Colinas                                                | Irving                                                         | Loren Roberts po                                               | 262                                                            | –18                                                            | Won de play-off van Steve Pate                                 |
| 2000                          | TPC Las Colinas                                                | Irving                                                         | Jesper Parnevik po                                             | 269                                                            | –11                                                            | Won de play-off van Davis Love III en Phil Mickelson           |
| Verizon Byron Nelson Classic  |                                                                |                                                                |                                                                |                                                                |                                                                |                                                                |
| 2001                          | TPC Las Colinas                                                | Irving                                                         | Robert Damron po                                               | 263                                                            | –17                                                            | Won de play-off van Scott Verplank                             |
| 2002                          | TPC Las Colinas                                                | Irving                                                         | Shigeki Maruyama                                               | 266                                                            | –14                                                            |                                                                |
| EDS Byron Nelson Championship |                                                                |                                                                |                                                                |                                                                |                                                                |                                                                |
| 2003                          | TPC Las Colinas                                                | Irving                                                         | Vijay Singh                                                    | 265                                                            | –15                                                            |                                                                |
| 2004                          | TPC Las Colinas                                                | Irving                                                         | Sergio García po                                               | 270                                                            | –10                                                            | Won de play-off van Robert Damron, Dudley Hart                 |
| 2005                          | TPC Las Colinas                                                | Irving                                                         | Ted Purdy                                                      | 265                                                            | –15                                                            |                                                                |
| 2006                          | TPC Las Colinas                                                | Irving                                                         | Brett Wetterich                                                | 268                                                            | –12                                                            |                                                                |
| 2007                          | TPC Las Colinas                                                | Irving                                                         | Scott Verplank                                                 | 267                                                            | –13                                                            |                                                                |
| 2008                          | TPC Las Colinas                                                | Irving                                                         | Adam Scott po                                                  | 273                                                            | –7                                                             | Won de play-off van Ryan Moore                                 |
| HP Byron Nelson Championship  |                                                                |                                                                |                                                                |                                                                |                                                                |                                                                |
| 2009                          | TPC Las Colinas                                                | Irving                                                         | Rory Sabbatini                                                 | 261                                                            | –19                                                            |                                                                |
| 2010                          | TPC Las Colinas                                                | Irving Jason Day                                               | 270                                                            | –10                                                            |                                                                |                                                                |
| 2011                          | TPC Las Colinas                                                | Irving                                                         | Keegan Bradley po                                              | 277                                                            | –3                                                             | Won de play-off van Ryan Palmer                                |
| 2012                          | TPC Las Colinas                                                | Irving                                                         | Jason Dufner                                                   | 269                                                            | –11                                                            |                                                                |
| 2013                          | TPC Las Colinas                                                | Irving                                                         | Bae Sang-moon                                                  | 267                                                            | –13                                                            |                                                                |
| 2014                          | TPC Las Colinas                                                | Irving                                                         | Brendon Todd                                                   | 266                                                            | –14                                                            |                                                                |
| 2015                          | TPC Las Colinas                                                | Irving                                                         | Steven Bowditch                                                | 259                                                            | –18                                                            |                                                                |

| Toernooirecord |  | po = winnaar na play-off |